# Something
Something – piosenka zespołu  The Beatles, którą w 1968 roku skomponował George Harrison. Ta ballada rockowa wydana została na singlu „Something”/„Come Together” (1969) z podwójną stroną A i na albumie Abbey Road (1969). Harrison zadedykował „Something” swojej żonie Pattie Boyd, która rzuciła go dla jego przyjaciela Erica Claptona. Według Franka Sinatry, jest to „najlepsza piosenka o miłości, jaką kiedykolwiek napisano“. „Something” stał się po „Yesterday” drugim najczęściej coverowanym utworem Beatlesów (ponad 150 razy). Otwierający piosenkę wers Something in the way she moves, Harrison zaczerpnął z piosenki autorstwa amerykańskiego piosenkarza i gitarzysty Jamesa Taylora o takim właśnie tytule, która ukazała się w 1968 na albumie James Taylor.
Piosenkę wykonywali m.in. Elvis Presley, Shirley Bassey, Frank Sinatra, Tony Bennett, James Brown, Céline Dion, The Miracles, Eric Clapton oraz Joe Cocker. Polskimi wykonawcami piosenki byli Stan Borys i Maryla Rodowicz (oboje na płytach wydanych w Czechosłowacji w latach 1970.).

## Muzycy
- George Harrison – gitara prowadząca, gitara rytmiczna, wokal prowadzący
- John Lennon – pianino
- Paul McCartney – gitara basowa, wokal wspierający
- Ringo Starr – perkusja